# Cilopang
Cilopang is een bestuurslaag in het regentschap Sumedang van de provincie West-Java, Indonesië. Cilopang telt 2856 inwoners (volkstelling 2010).